# Herb gminy Szczaniec
Herb gminy Szczaniec – jeden z symboli gminy Szczaniec.

## Wygląd i symbolika
Herb przedstawia na tarczy koloru czerwonego żółte koło z brakującym górnym dzwonem, zamiast którego znajduje się wbity złoty miecz lub krzyż. Jest to herb Ossoria, którym posługiwał się ród Szczanieckich, będący właścicielem wsi. 